# 小西いづ
小西 いづ（こにし いづ、11月13日 - ）は、日本の女性声優。大阪府東大阪市出身。ミュージックバンカー所属。

## 経歴
八尾翠翔高等学校、大阪アニメーションカレッジ専門学校卒業。2017年6月1日よりミュージックバンカー所属。
2019年、Netflix『恐竜少女ガウ子』のドロップの声を担当した。

## 出演
この一覧は未完成です。加筆、訂正して下さる協力者を求めています。

### Webアニメ
- 恐竜少女ガウ子（2019年 - 2020年、ドロップ[3]、飴玉おばさん[4]）

### ドラマCD
- 恐竜少女ガウ子 タイムトラベル（2016年、良子）

### 舞台
- 朗読劇 ガウ子伝説（2012年、奈緒子）[5]